# División Intermedia 2022
El campeonato de la División Intermedia 2022, denominado "Homenaje al Doctor Luis Lezcano Pastore y al Escribano Julio César Ortiz Duarte", fue la 104.ª edición del campeonato de Segunda División y la 25.ª edición de la División Intermedia, desde la creación de la misma en 1997. Es organizado por la Asociación Paraguaya de Fútbol contando con la participación de 16 clubes. 
Los equipos nuevos en la categoría fueron los ascendidos de 2021, Atlético Colegiales de Lambaré, campeón de la Primera División B; Martín Ledesma de Capiatá, subcampeón de la Primera División B y Pastoreo Fútbol Club de Juan Manuel Frutos, campeón del Campeonato Nacional de Interligas 2019-20. Así también los clubes Sportivo Luqueño de Luque y River Plate de Asunción, descendidos de la Primera División de 2021.
El campeonato inició el 1 de abril mientras que la fecha de finalización fue el 11 de octubre.
El club Sportivo Trinidense logró el ascenso en la fecha 28 del campeonato y se consagró campeón en la penúltima. El Sportivo Luqueño de Luque también logró quedarse con el otro cupo en la fecha 28 y el subcampeonato al perder con San Lorenzo en la fecha 29. Al otro extremo, por la fecha 28, los clubes River Plate y Sportivo Iteño perdieron la categoría y el Guaraní de Trinidad descendió en la última fecha.

## Ascensos y descensos
| Pos | Ascendidos a Primera División |
| --- | ----------------------------- |
| 1.º | General Caballero JLM         |
| 2.º | Resistencia                   |
| 3.º | Tacuary                       |
| 4.º | Sportivo Ameliano             |

| Po   | Descendidos a Primera División B |
| ---- | -------------------------------- |
| 16.º | Deportivo Capiatá                |
| 17.º | Fulgencio Yegros                 |
| 18.º | General Díaz                     |

| Pos  | Descendidos de la Primera División |
| ---- | ---------------------------------- |
| 9.°  | Sportivo Luqueño                   |
| 10.° | River Plate                        |

| Pos | Ascendido del Nacional de Interligas |
| --- | ------------------------------------ |
| 1.º | Pastoreo                             |

| Pos | Ascendidos de la Primera División B |
| --- | ----------------------------------- |
| 1.º | Atlético Colegiales                 |
| 2.º | Martín Ledesma                      |

## Producto de la clasificación
- El torneo consagrará al campeón número 25.° en la historia de la División Intermedia (desde su creación en 1997) y al 103.° ganador de la Segunda División.

- Los dos primeros de esta temporada ascenderán a la Primera División.

- Los clubes que finalicen en las tres últimas posiciones en la tabla de promedios descenderán, los clubes de ciudades que se encuentren como máximo a 50 km de Asunción lo harán a la Primera División B mientras que los clubes del interior del país, a la Primera División B Nacional.

## Sistema de competición
Como en temporadas anteriores, el modo de disputa es el mismo bajo el sistema de todos contra todos con partidos de ida y vuelta, unos como local y otros como visitante en dos rondas de once jornadas cada una. Es campeón el equipo que acumula la mayor cantidad de puntos al término de las 30 fechas.
En caso de igualdad de puntos entre dos contendientes se define el título en un partido extra. De existir más de dos en disputa se toman en cuenta los siguientes parámetros:
1. saldo de goles.
2. mayor cantidad de goles marcados.
3. mayor cantidad de goles marcados en condición de visitante.
4. sorteo.

Para determinar el descenso, los tres últimos equipos en la tabla de promedios descenderán a la Primera B o Primera B Nacional.

## Equipos participantes

### Localización
La mayoría de los clubes (10) se concentra entre la capital del país y el departamento Central. Uno pertenece al departamento de Caaguazú, uno al de Alto Paraná, uno al de San Pedro, uno al de Amambay, uno al de Cordillera y el último al de Itapúa.
| Distrito capital/Departamento | Cantidad | Equipos |
| ----------------------------- | -------- | --- |
| Asunción                      | 5        | River Plate, Fernando de la Mora, Rubio Ñu, Trinidense e Independiente.                                       |
| Departamento Central          | 5        | Atlético Colegiales (Lambaré), Martín Ledesma (Capiatá), Iteño (Itá), Sportivo Luqueño (Luque) y San Lorenzo. |
| Departamento de Alto Paraná   | 1        | Atl. 3 de Febrero (Ciudad del Este).                                                                          |
| Departamento de Caaguazú      | 1        | Pastoreo FC (Juan Manuel Frutos).                                                                             |
| Departamento de San Pedro     | 1        | Deportivo Santaní (San Estanislao).                                                                           |
| Departamento de Amambay       | 1        | Spvo. 2 de Mayo (Pedro Juan Caballero).                                                                       |
| Departamento de Cordillera    | 1        | Atyrá FC. |
| Departamento de Itapúa        | 1        | Guaraní (Trinidad).                                                                                           |

### Información de equipos
Listado de los equipos que disputarán este torneo. El número de equipos participantes para esta temporada es de 16.
| Equipo                | Ciudad               | Estadio                    | Capacidad | Fundación                |
| Atlético 3 de Febrero | Ciudad del Este      | Antonio Aranda             | 28.000    | 20 de noviembre de 1970  |
| Atyrá F.C.            | Atyrá                | San Francisco de Asís      | 10.000    | 7 de abril de 2018       |
| Martín Ledesma        | Capiatá              | Enrique Soler              | 5.000     | 22 de septiembre de 1914 |
| Deportivo Santaní     | San Estanislao       | Juan José Vázquez          | 10.000    | 27 de febrero de 2009    |
| Fernando de la Mora   | Asunción             | Emiliano Ghezzi            | 6.000     | 25 de diciembre de 1925  |
| Sportivo Luqueño      | Luque                | Feliciano Cáceres          | 26.974    | 1 de mayo de 1921        |
| River Plate           | Asunción             | Jardines del Kelito        | 6.500     | 15 de enero de 1911      |
| Atlético Colegiales   | Lambaré              | Luciano Zacarías           | 14.500    | 7 de enero de 1977       |
| Guaraní F.B.C.        | Trinidad             | Don Carlos Memmel          | 5.000     | 12 de octubre de 1960    |
| Independiente F.B.C.  | Asunción             | Ricardo Gregor             | 4.000     | 20 de septiembre de 1925 |
| Rubio Ñu              | Asunción             | La Arboleda                | 8.000     | 24 de agosto de 1913     |
| Sportivo 2 de Mayo    | Pedro Juan Caballero | Río Parapití               | 25.000    | 6 de diciembre de 1935   |
| Pastoreo F.C.         | Juan Manuel Frutos   | Complejo María Auxiliadora | 5.000     | 14 de junio de 2020      |
| Sportivo Iteño        | Itá                  | Salvador Morga             | 4.500     | 1 de junio de 1924       |
| Sportivo San Lorenzo  | San Lorenzo          | Gunther Vogel              | 5.000     | 17 de abril de 1930      |
| Sportivo Trinidense   | Asunción             | Martín Torres              | 3.000     | 11 de agosto de 1935     |
| --------------------- | -------------------- | -------------------------- | --------- | ------------------------ |

## Clasificación
| Pos. | Equipo                     | Pts. | PJ | G  | E  | P  | GF | GC | Dif. |  |
| ---- | -------------------------- | ---- | -- | -- | -- | -- | -- | -- | ---- |  |
| 1    | Sportivo Trinidense (A, C) | 66   | 30 | 19 | 9  | 2  | 54 | 24 | +30  |  |
| 2    | Sportivo Luqueño (A)       | 61   | 30 | 18 | 7  | 5  | 42 | 26 | +16  |  |
| 3    | San Lorenzo                | 54   | 30 | 16 | 6  | 8  | 47 | 26 | +21  |  |
| 4    | Pastoreo                   | 53   | 30 | 14 | 11 | 5  | 44 | 28 | +16  |  |
| 5    | Fernando de la Mora        | 48   | 30 | 13 | 9  | 8  | 48 | 31 | +17  |  |
| 6    | Martín Ledesma             | 45   | 30 | 12 | 9  | 9  | 30 | 29 | +1   |  |
| 7    | Rubio Ñu                   | 44   | 30 | 12 | 8  | 10 | 39 | 30 | +9   |  |
| 8    | Independiente (CG)         | 41   | 30 | 11 | 8  | 11 | 33 | 36 | −3   |  |
| 9    | Atyrá                      | 36   | 30 | 10 | 6  | 14 | 24 | 28 | −4   |  |
| 10   | Atlético Colegiales        | 36   | 30 | 10 | 6  | 14 | 32 | 42 | −10  |  |
| 11   | Atlético 3 de Febrero      | 35   | 30 | 8  | 11 | 11 | 29 | 36 | −7   |  |
| 12   | Deportivo Santaní          | 33   | 30 | 9  | 6  | 15 | 30 | 42 | −12  |  |
| 13   | Guaraní (Trinidad) (D)     | 31   | 30 | 8  | 7  | 15 | 29 | 41 | −12  |  |
| 14   | Sportivo 2 de Mayo         | 29   | 30 | 7  | 8  | 15 | 32 | 39 | −7   |  |
| 15   | River Plate (D)            | 26   | 30 | 7  | 5  | 18 | 27 | 39 | −12  |  |
| 16   | Sportivo Iteño (D)         | 20   | 30 | 4  | 8  | 18 | 27 | 70 | −43  |  |

Actualizado a los partidos jugados el 11 de octubre de 2022.
 Fuente: APF
Notas:
1. 1 2  Atlético Colegiales ganó una protesta al Independiente (CG) por el partido de la fecha 8 y se le otorgaron los 3 puntos de dicho encuentro.

| C y SC | Ascienden a Primera División de Paraguay |

## Evolución de la clasificación
| Equipo \ Jornada      | 01 | 02 | 03 | 04 | 05 | 06 | 07 | 08 | 09 | 10 | 11 | 12 | 13 | 14 | 15 | 16 | 17 | 18 | 19 | 20 | 21 | 22 | 23 | 24 | 25 | 26 | 27 | 28 | 29 | 30 |
| --------------------- | -- | -- | -- | -- | -- | -- | -- | -- | -- | -- | -- | -- | -- | -- | -- | -- | -- | -- | -- | -- | -- | -- | -- | -- | -- | -- | -- | -- | -- | -- |
| Atlético 3 de Febrero | 4  | 6  | 8  | 8  | 6  | 8  | 11 | 11 | 11 | 11 | 11 | 12 | 12 | 12 | 11 | 11 | 11 | 11 | 11 | 12 | 12 | 11 | 10 | 11 | 12 | 11 | 11 | 11 | 11 | 11 |
| Atyrá F.C.            | 10 | 10 | 12 | 11 | 15 | 15 | 15 | 15 | 15 | 16 | 16 | 15 | 15 | 14 | 14 | 13 | 14 | 13 | 12 | 10 | 11 | 10 | 11 | 10 | 10 | 10 | 10 | 10 | 9  | 9  |
| Martín Ledesma        | 15 | 12 | 13 | 14 | 10 | 10 | 7  | 7  | 5  | 7  | 6  | 5  | 8  | 5  | 5  | 4  | 4  | 4  | 5  | 5  | 5  | 6  | 7  | 8  | 8  | 7  | 6  | 6  | 6  | 6  |
| Deportivo Santaní     | 8  | 11 | 14 | 16 | 12 | 13 | 12 | 13 | 12 | 13 | 14 | 14 | 14 | 15 | 15 | 14 | 15 | 14 | 15 | 15 | 15 | 15 | 15 | 15 | 15 | 13 | 12 | 12 | 12 | 12 |
| Fernando de la Mora   | 9  | 9  | 9  | 9  | 11 | 11 | 8  | 10 | 7  | 8  | 8  | 6  | 5  | 6  | 6  | 7  | 6  | 5  | 7  | 8  | 8  | 7  | 5  | 5  | 5  | 5  | 5  | 5  | 5  | 5  |
| Sportivo Luqueño      | 6  | 5  | 1  | 4  | 1  | 2  | 3  | 2  | 4  | 4  | 4  | 1  | 3  | 4  | 3  | 3  | 3  | 3  | 2  | 1  | 3  | 2  | 2  | 1  | 2  | 2  | 2  | 2  | 2  | 2  |
| River Plate           | 12 | 15 | 10 | 13 | 13 | 14 | 14 | 12 | 14 | 14 | 12 | 11 | 11 | 11 | 12 | 12 | 12 | 12 | 13 | 13 | 13 | 13 | 14 | 14 | 13 | 14 | 14 | 15 | 15 | 15 |
| Atlético Colegiales   | 11 | 14 | 16 | 12 | 8  | 7  | 10 | 8  | 10 | 6  | 5  | 9  | 9  | 10 | 10 | 9  | 9  | 8  | 8  | 7  | 6  | 8  | 6  | 6  | 6  | 8  | 9  | 9  | 10 | 10 |
| Guaraní F.B.C.        | 13 | 8  | 6  | 6  | 7  | 6  | 9  | 6  | 8  | 9  | 7  | 7  | 6  | 8  | 9  | 10 | 10 | 10 | 10 | 11 | 10 | 12 | 12 | 12 | 11 | 12 | 13 | 13 | 13 | 13 |
| Independiente F.B.C.  | 1  | 4  | 5  | 2  | 5  | 4  | 5  | 5  | 6  | 5  | 9  | 8  | 7  | 7  | 8  | 6  | 5  | 7  | 6  | 6  | 7  | 5  | 8  | 7  | 7  | 6  | 8  | 8  | 8  | 8  |
| Rubio Ñu              | 2  | 7  | 7  | 7  | 9  | 9  | 6  | 9  | 9  | 10 | 10 | 10 | 10 | 9  | 7  | 8  | 8  | 9  | 9  | 9  | 9  | 9  | 9  | 9  | 9  | 9  | 7  | 7  | 7  | 7  |
| Sportivo 2 de Mayo    | 14 | 13 | 15 | 15 | 16 | 16 | 16 | 16 | 16 | 15 | 15 | 16 | 16 | 16 | 16 | 16 | 16 | 15 | 14 | 14 | 14 | 14 | 13 | 13 | 14 | 15 | 15 | 14 | 14 | 14 |
| Pastoreo F.C.         | 5  | 1  | 2  | 1  | 2  | 1  | 1  | 1  | 3  | 3  | 2  | 3  | 4  | 3  | 4  | 5  | 7  | 6  | 4  | 4  | 4  | 4  | 4  | 3  | 4  | 3  | 4  | 4  | 4  | 4  |
| Sportivo Iteño        | 16 | 16 | 11 | 10 | 14 | 12 | 13 | 14 | 13 | 12 | 13 | 13 | 13 | 13 | 13 | 15 | 13 | 16 | 16 | 16 | 16 | 16 | 16 | 16 | 16 | 16 | 16 | 16 | 16 | 16 |
| Sportivo San Lorenzo  | 3  | 2  | 3  | 3  | 4  | 5  | 4  | 3  | 1  | 2  | 1  | 2  | 2  | 2  | 1  | 1  | 1  | 2  | 1  | 3  | 2  | 3  | 3  | 4  | 3  | 4  | 3  | 3  | 3  | 3  |
| Sportivo Trinidense   | 7  | 3  | 4  | 5  | 3  | 3  | 2  | 4  | 2  | 1  | 3  | 4  | 1  | 1  | 2  | 2  | 2  | 1  | 3  | 2  | 1  | 1  | 1  | 2  | 1  | 1  | 1  | 1  | 1  | 1  |

Notas:
* Indica la posición del equipo con un partido pendiente.
| C y SC | Ascienden a Primera División de Paraguay |

## Fixture
- Los horarios son correspondientes a la hora local de verano (UTC-3) y horario estándar (UTC-4), Asunción, Paraguay.

### Primera vuelta
| Fecha 1             | Fecha 1   | Fecha 1             | Fecha 1                    | Fecha 1    | Fecha 1 |
| Local               | Resultado | Visitante           | Estadio                    | Día        | Hora    |
| ------------------- | --------- | ------------------- | -------------------------- | ---------- | ------- |
| Deportivo Santaní   | 2 - 2     | Fernando de la Mora | Juan José Vázquez          | 1 de abril | 16:00   |
| Sportivo Luqueño    | 2 - 1     | River Plate         | Feliciano Cáceres          | 1 de abril | 18:15   |
| Martín Ledesma      | 0 - 2     | Rubio Ñu            | Enrique Soler              | 2 de abril | 10:00   |
| Atyrá               | 1 - 2     | 3 de Febrero        | San Francisco de Asís      | 2 de abril | 10:00   |
| Pastoreo            | 2 - 1     | Atlético Colegiales | Complejo María Auxiliadora | 3 de abril | 10:00   |
| Sportivo Iteño      | 0 - 2     | Independiente CG    | Enrique Soler              | 3 de abril | 10:00   |
| 2 de Mayo           | 0 - 2     | San Lorenzo         | Río Parapití               | 4 de abril | 15:00   |
| Sportivo Trinidense | 1 - 0     | Guaraní (Trinidad)  | Martín Torres              | 4 de abril | 18:15   |

| Fecha 2             | Fecha 2   | Fecha 2             | Fecha 2             | Fecha 2     | Fecha 2 |
| Local               | Resultado | Visitante           | Estadio             | Día         | Hora    |
| ------------------- | --------- | ------------------- | ------------------- | ----------- | ------- |
| Independiente CG    | 2 - 0     | Deportivo Santaní   | Ricardo Gregor      | 8 de abril  | 16:00   |
| Rubio Ñu            | 0 - 1     | Sportivo Luqueño    | La Arboleda         | 8 de abril  | 18:15   |
| Guaraní (Trinidad)  | 1 - 0     | 2 de Mayo           | Don Carlos Memmel   | 9 de abril  | 10:00   |
| Fernando de la Mora | 0 - 0     | Atyrá               | Emiliano Ghezzi     | 9 de abril  | 10:00   |
| Sportivo Iteño      | 0 - 5     | Pastoreo            | Salvador Morga      | 10 de abril | 10:00   |
| San Lorenzo         | 4 - 1     | Atlético Colegiales | Gunther Vogel       | 10 de abril | 10:00   |
| 3 de Febrero        | 1 - 1     | Martín Ledesma      | Antonio Aranda      | 11 de abril | 16:00   |
| River Plate         | 0 - 4     | Sportivo Trinidense | Jardines del Kelito | 12 de abril | 10:00   |

| Fecha 3             | Fecha 3   | Fecha 3             | Fecha 3               | Fecha 3     | Fecha 3 |
| Local               | Resultado | Visitante           | Estadio               | Día         | Hora    |
| ------------------- | --------- | ------------------- | --------------------- | ----------- | ------- |
| Pastoreo            | 1 - 1     | San Lorenzo         | Ka'arendy             | 16 de abril | 10:00   |
| Atlético Colegiales | 1 - 3     | Guaraní (Trinidad)  | Emiliano Ghezzi       | 16 de abril | 10:00   |
| Martín Ledesma      | 1 - 1     | Fernando de la Mora | Enrique Soler         | 17 de abril | 10:00   |
| Atyrá               | 0 - 0     | Independiente CG    | San Francisco de Asís | 17 de abril | 10:00   |
| 2 de Mayo           | 1 - 2     | River Plate         | Río Parapití          | 18 de abril | 15:00   |
| Sportivo Trinidense | 0 - 0     | Rubio Ñu            | Martín Torres         | 18 de abril | 18:15   |
| Deportivo Santaní   | 0 - 1     | Sportivo Iteño      | Juan José Vázquez     | 19 de abril | 16:00   |
| Sportivo Luqueño    | 1 - 0     | 3 de Febrero        | Feliciano Cáceres     | 19 de abril | 18:15   |

| Fecha 4             | Fecha 4   | Fecha 4             | Fecha 4             | Fecha 4     | Fecha 4 |
| Local               | Resultado | Visitante           | Estadio             | Día         | Hora    |
| ------------------- | --------- | ------------------- | ------------------- | ----------- | ------- |
| Rubio Ñu            | 1 - 1     | 2 de Mayo           | La Arboleda         | 22 de abril | 16:00   |
| Independiente CG    | 5 - 2     | Martín Ledesma      | Ricardo Gregor      | 22 de abril | 18:15   |
| Sportivo Iteño      | 1 - 1     | Atyrá               | Salvador Morga      | 23 de abril | 10:00   |
| Guaraní (Trinidad)  | 0 - 1     | San Lorenzo         | Don Carlos Memmel   | 23 de abril | 10:00   |
| Fernando de la Mora | 0 - 0     | Sportivo Luqueño    | Emiliano Ghezzi     | 24 de abril | 10:00   |
| River Plate         | 1 - 2     | Atlético Colegiales | Jardines del Kelito | 24 de abril | 10:00   |
| 3 de Febrero        | 1 - 1     | Sportivo Trinidense | Antonio Aranda      | 25 de abril | 16:00   |
| Deportivo Santaní   | 0 - 2     | Pastoreo            | Juan José Vázquez   | 25 de abril | 18:15   |

| Fecha 5             | Fecha 5   | Fecha 5             | Fecha 5               | Fecha 5     | Fecha 5 |
| Local               | Resultado | Visitante           | Estadio               | Día         | Hora    |
| ------------------- | --------- | ------------------- | --------------------- | ----------- | ------- |
| Sportivo Trinidense | 2 - 0     | Fernando de la Mora | Martín Torres         | 29 de abril | 16:00   |
| Sportivo Luqueño    | 3 - 1     | Independiente CG    | Feliciano Cáceres     | 29 de abril | 18:15   |
| Atlético Colegiales | 2 - 1     | Rubio Ñu            | Emiliano Ghezzi       | 30 de abril | 10:00   |
| Pastoreo            | 1 - 1     | Guaraní (Trinidad)  | Antonio Aranda        | 30 de abril | 10:00   |
| Martín Ledesma      | 3 - 0     | Sportivo Iteño      | Enrique Soler         | 1 de mayo   | 10:00   |
| Atyrá               | 0 - 2     | Deportivo Santaní   | San Francisco de Asís | 1 de mayo   | 10:00   |
| 2 de Mayo           | 0 - 3     | 3 de Febrero        | Río Parapití          | 2 de mayo   | 15:00   |
| San Lorenzo         | 0 - 0     | River Plate         | Gunther Vogel         | 2 de mayo   | 18:15   |

| Fecha 6             | Fecha 6   | Fecha 6             | Fecha 6               | Fecha 6   | Fecha 6 |
| Local               | Resultado | Visitante           | Estadio               | Día       | Hora    |
| ------------------- | --------- | ------------------- | --------------------- | --------- | ------- |
| Independiente CG    | 1 - 1     | Sportivo Trinidense | Ricardo Gregor        | 6 de mayo | 16:00   |
| Deportivo Santaní   | 0 - 1     | Martín Ledesma      | Juan José Vázquez     | 6 de mayo | 18:15   |
| Atyrá               | 1 - 2     | Pastoreo            | San Francisco de Asís | 7 de mayo | 10:00   |
| Fernando de la Mora | 2 - 1     | 2 de Mayo           | Emiliano Ghezzi       | 7 de mayo | 10:00   |
| Sportivo Iteño      | 0 - 0     | Sportivo Luqueño    | Salvador Morga        | 8 de mayo | 10:00   |
| River Plate         | 1 - 2     | Guaraní (Trinidad)  | Jardines del Kelito   | 8 de mayo | 10:00   |
| Rubio Ñu            | 2 - 1     | San Lorenzo         | La Arboleda           | 9 de mayo | 16:00   |
| 3 de Febrero        | 1 - 3     | Atlético Colegiales | Antonio Aranda        | 9 de mayo | 18:15   |

| Fecha 7             | Fecha 7   | Fecha 7             | Fecha 7           | Fecha 7    | Fecha 7 |
| Local               | Resultado | Visitante           | Estadio           | Día        | Hora    |
| ------------------- | --------- | ------------------- | ----------------- | ---------- | ------- |
| Sportivo Trinidense | 4 - 1     | Sportivo Iteño      | Martín Torres     | 13 de mayo | 16:00   |
| Sportivo Luqueño    | 2 - 2     | Deportivo Santaní   | Feliciano Cáceres | 13 de mayo | 18:15   |
| Atlético Colegiales | 1 - 3     | Fernando de la Mora | Enrique Soler     | 14 de mayo | 10:00   |
| Guaraní (Trinidad)  | 0 - 2     | Rubio Ñu            | Don Carlos Memmel | 15 de mayo | 10:00   |
| 2 de Mayo           | 1 - 2     | Independiente CG    | Río Parapití      | 15 de mayo | 10:00   |
| Pastoreo            | 1 - 0     | River Plate         | Ka'arendy         | 15 de mayo | 10:00   |
| Martín Ledesma      | 1 - 0     | Atyrá               | Enrique Soler     | 16 de mayo | 15:00   |
| San Lorenzo         | 3 - 0     | 3 de Febrero        | Gunther Vogel     | 16 de mayo | 18:15   |

| Fecha 8             | Fecha 8   | Fecha 8             | Fecha 8               | Fecha 8    | Fecha 8 |
| Local               | Resultado | Visitante           | Estadio               | Día        | Hora    |
| ------------------- | --------- | ------------------- | --------------------- | ---------- | ------- |
| Deportivo Santaní   | 2 - 2     | Sportivo Trinidense | Juan José Vázquez     | 17 de mayo | 15:00   |
| Sportivo Iteño      | 1 - 1     | 2 de Mayo           | Salvador Morga        | 18 de mayo | 10:00   |
| Independiente CG    | 0 - 3     | Atlético Colegiales | Ricardo Gregor        | 18 de mayo | 10:00   |
| Rubio Ñu            | 0 - 1     | River Plate         | La Arboleda           | 18 de mayo | 15:00   |
| Martín Ledesma      | 0 - 0     | Pastoreo            | Enrique Soler         | 19 de mayo | 10:00   |
| 3 de Febrero        | 0 - 1     | Guaraní (Trinidad)  | Antonio Aranda        | 19 de mayo | 10:00   |
| Atyrá               | 0 - 1     | Sportivo Luqueño    | San Francisco de Asís | 19 de mayo | 15:00   |
| Fernando de la Mora | 0 - 2     | San Lorenzo         | Emiliano Ghezzi       | 20 de mayo | 15:00   |

| Fecha 9             | Fecha 9   | Fecha 9             | Fecha 9             | Fecha 9    | Fecha 9 |
| Local               | Resultado | Visitante           | Estadio             | Día        | Hora    |
| ------------------- | --------- | ------------------- | ------------------- | ---------- | ------- |
| 2 de Mayo           | 1 - 2     | Deportivo Santaní   | Río Parapití        | 21 de mayo | 10:00   |
| Atlético Colegiales | 1 - 2     | Sportivo Iteño      | Emiliano Ghezzi     | 21 de mayo | 10:00   |
| Sportivo Trinidense | 1 - 0     | Atyrá               | Martín Torres       | 22 de mayo | 10:00   |
| Pastoreo            | 0 - 0     | Rubio Ñu            | Antonio Aranda      | 22 de mayo | 10:00   |
| River Plate         | 0 - 1     | 3 de Febrero        | Jardines del Kelito | 23 de mayo | 15:00   |
| Sportivo Luqueño    | 1 - 2     | Martín Ledesma      | Feliciano Cáceres   | 23 de mayo | 17:00   |
| Guaraní (Trinidad)  | 1 - 2     | Fernando de la Mora | Don Carlos Memmel   | 24 de mayo | 10:00   |
| San Lorenzo         | 2 - 0     | Independiente CG    | Gunther Vogel       | 24 de mayo | 18:30   |

| Fecha 10            | Fecha 10  | Fecha 10            | Fecha 10              | Fecha 10   | Fecha 10 |
| Local               | Resultado | Visitante           | Estadio               | Día        | Hora     |
| ------------------- | --------- | ------------------- | --------------------- | ---------- | -------- |
| 3 de Febrero        | 0 - 0     | Rubio Ñu            | Antonio Aranda        | 27 de mayo | 17:30    |
| Sportivo Luqueño    | 1 - 1     | Pastoreo            | Feliciano Cáceres     | 27 de mayo | 19:45    |
| Atyrá               | 0 - 1     | 2 de Mayo           | San Francisco de Asís | 28 de mayo | 10:00    |
| Martín Ledesma      | 0 - 2     | Sportivo Trinidense | Enrique Soler         | 28 de mayo | 10:00    |
| Fernando de la Mora | 0 - 0     | River Plate         | Emiliano Ghezzi       | 29 de mayo | 10:00    |
| Sportivo Iteño      | 1 - 1     | San Lorenzo         | Salvador Morga        | 29 de mayo | 10:00    |
| Independiente CG    | 1 - 1     | Guaraní (Trinidad)  | Ricardo Gregor        | 30 de mayo | 17:00    |
| Deportivo Santaní   | 0 - 1     | Atlético Colegiales | Juan José Vázquez     | 30 de mayo | 19:15    |

| Fecha 11            | Fecha 11  | Fecha 11            | Fecha 11                   | Fecha 11   | Fecha 11 |
| Local               | Resultado | Visitante           | Estadio                    | Día        | Hora     |
| ------------------- | --------- | ------------------- | -------------------------- | ---------- | -------- |
| Rubio Ñu            | 0 - 0     | Fernando de la Mora | Enrique Soler              | 3 de junio | 15:00    |
| San Lorenzo         | 1 - 0     | Deportivo Santaní   | Gunther Vogel              | 3 de junio | 19:45    |
| Atlético Colegiales | 0 - 0     | Atyrá               | Enrique Soler              | 4 de junio | 10:00    |
| 2 de Mayo           | 0 - 0     | Martín Ledesma      | Río Parapití               | 4 de junio | 10:00    |
| Pastoreo            | 1 - 0     | 3 de Febrero        | Complejo María Auxiliadora | 5 de junio | 10:00    |
| Guaraní (Trinidad)  | 1 - 1     | Sportivo Iteño      | Don Carlos Memmel          | 5 de junio | 10:00    |
| River Plate         | 2 - 0     | Independiente CG    | Jardines del Kelito        | 6 de junio | 17:30    |
| Sportivo Trinidense | 2 - 4     | Sportivo Luqueño    | Manuel Ferreira            | 6 de junio | 19:45    |

| Fecha 12            | Fecha 12  | Fecha 12            | Fecha 12              | Fecha 12    | Fecha 12 |
| Local               | Resultado | Visitante           | Estadio               | Día         | Hora     |
| ------------------- | --------- | ------------------- | --------------------- | ----------- | -------- |
| Sportivo Iteño      | 1 - 4     | River Plate         | Salvador Morga        | 10 de junio | 15:00    |
| Sportivo Luqueño    | 2 - 0     | 2 de Mayo           | Feliciano Cáceres     | 10 de junio | 19:30    |
| Martín Ledesma      | 2 - 0     | Atlético Colegiales | Enrique Soler         | 11 de junio | 10:00    |
| Atyrá               | 1 - 0     | San Lorenzo         | San Francisco de Asís | 11 de junio | 10:00    |
| Deportivo Santaní   | 2 - 4     | Guaraní (Trinidad)  | Juan José Vázquez     | 12 de junio | 10:00    |
| Fernando de la Mora | 3 - 0     | 3 de Febrero        | Emiliano Ghezzi       | 12 de junio | 10:00    |
| Independiente CG    | 2 - 1     | Rubio Ñu            | Ricardo Gregor        | 13 de junio | 17:00    |
| Sportivo Trinidense | 2 - 2     | Pastoreo            | Martín Torres         | 13 de junio | 19:15    |

| Fecha 13            | Fecha 13  | Fecha 13            | Fecha 13                   | Fecha 13    | Fecha 13 |
| Local               | Resultado | Visitante           | Estadio                    | Día         | Hora     |
| ------------------- | --------- | ------------------- | -------------------------- | ----------- | -------- |
| Rubio Ñu            | 2 - 0     | Sportivo Iteño      | La Arboleda                | 17 de junio | 17:00    |
| San Lorenzo         | 1 - 1     | Martín Ledesma      | Gunther Vogel              | 17 de junio | 19:15    |
| Guaraní (Trinidad)  | 2 - 1     | Atyrá               | Don Carlos Memmel          | 18 de junio | 10:00    |
| Atlético Colegiales | 1 - 0     | Sportivo Luqueño    | Salvador Morga             | 18 de junio | 10:00    |
| Pastoreo            | 1 - 4     | Fernando de la Mora | Complejo María Auxiliadora | 19 de junio | 10:00    |
| 2 de Mayo           | 2 - 3     | Sportivo Trinidense | Río Parapití               | 19 de junio | 10:00    |
| River Plate         | 2 - 0     | Deportivo Santaní   | Jardines del Kelito        | 20 de junio | 17:00    |
| 3 de Febrero        | 2 - 3     | Independiente CG    | Antonio Aranda             | 20 de junio | 19:15    |

| Fecha 14            | Fecha 14  | Fecha 14            | Fecha 14              | Fecha 14    | Fecha 14 |
| Local               | Resultado | Visitante           | Estadio               | Día         | Hora     |
| ------------------- | --------- | ------------------- | --------------------- | ----------- | -------- |
| Deportivo Santaní   | 0 - 4     | Rubio Ñu            | Juan José Vázquez     | 24 de junio | 17:00    |
| Sportivo Luqueño    | 1 - 2     | San Lorenzo         | Feliciano Cáceres     | 24 de junio | 19:15    |
| 2 de Mayo           | 2 - 2     | Pastoreo            | Río Parapití          | 25 de junio | 10:00    |
| Martín Ledesma      | 1 - 0     | Guaraní (Trinidad)  | Enrique Soler         | 25 de junio | 10:00    |
| Atyrá               | 1 - 0     | River Plate         | San Francisco de Asís | 26 de junio | 10:00    |
| Sportivo Iteño      | 0 - 1     | 3 de Febrero        | Salvador Morga        | 26 de junio | 10:00    |
| Sportivo Trinidense | 2 - 0     | Atlético Colegiales | Martín Torres         | 27 de junio | 10:00    |
| Independiente CG    | 2 - 2     | Fernando de la Mora | Ricardo Gregor        | 27 de junio | 17:00    |

| Fecha 15            | Fecha 15  | Fecha 15            | Fecha 15                   | Fecha 15   | Fecha 15 |
| Local               | Resultado | Visitante           | Estadio                    | Día        | Hora     |
| ------------------- | --------- | ------------------- | -------------------------- | ---------- | -------- |
| 3 de Febrero        | 2 - 0     | Deportivo Santaní   | Antonio Aranda             | 1 de julio | 17:00    |
| Rubio Ñu            | 1 - 0     | Atyrá               | La Arboleda                | 1 de julio | 19:15    |
| Fernando de la Mora | 4 - 1     | Sportivo Iteño      | Emiliano Ghezzi            | 2 de julio | 10:00    |
| Guaraní (Trinidad)  | 0 - 2     | Sportivo Luqueño    | Don Carlos Memmel          | 2 de julio | 10:00    |
| Pastoreo            | 0 - 0     | Independiente CG    | Complejo María Auxiliadora | 3 de julio | 10:00    |
| Atlético Colegiales | 2 - 2     | 2 de Mayo           | Adrián Jara                | 3 de julio | 10:00    |
| River Plate         | 0 - 1     | Martín Ledesma      | Jardines del Kelito        | 4 de julio | 14:30    |
| San Lorenzo         | 3 - 0     | Sportivo Trinidense | Gunther Vogel              | 4 de julio | 19:15    |

### Segunda vuelta
| Fecha 16            | Fecha 16  | Fecha 16            | Fecha 16            | Fecha 16    | Fecha 16 |
| Local               | Resultado | Visitante           | Estadio             | Día         | Hora     |
| ------------------- | --------- | ------------------- | ------------------- | ----------- | -------- |
| Rubio Ñu            | 0 - 1     | Martín Ledesma      | La Arboleda         | 8 de julio  | 17:00    |
| 3 de Febrero        | 0 - 2     | Atyrá               | Antonio Aranda      | 8 de julio  | 19:15    |
| Fernando de la Mora | 0 - 1     | Deportivo Santaní   | Emiliano Ghezzi     | 9 de julio  | 10:00    |
| Guaraní (Trinidad)  | 1 - 2     | Sportivo Trinidense | Don Carlos Memmel   | 9 de julio  | 10:00    |
| Independiente CG    | 1 - 0     | Sportivo Iteño      | Ricardo Gregor      | 10 de julio | 10:00    |
| River Plate         | 1 - 2     | Sportivo Luqueño    | Jardines del Kelito | 10 de julio | 10:00    |
| Atlético Colegiales | 1 - 0     | Pastoreo            | Adrián Jara         | 11 de julio | 14:30    |
| San Lorenzo         | 1 - 0     | 2 de Mayo           | Gunther Vogel       | 11 de julio | 19:15    |

| Fecha 17            | Fecha 17  | Fecha 17            | Fecha 17                   | Fecha 17    | Fecha 17 |
| Local               | Resultado | Visitante           | Estadio                    | Día         | Hora     |
| ------------------- | --------- | ------------------- | -------------------------- | ----------- | -------- |
| Martín Ledesma      | 1 - 1     | 3 de Febrero        | Enrique Soler              | 15 de julio | 14:30    |
| Sportivo Trinidense | 3 - 1     | River Plate         | Martín Torres              | 15 de julio | 19:15    |
| Pastoreo            | 1 - 2     | Sportivo Iteño      | Complejo María Auxiliadora | 16 de julio | 10:00    |
| 2 de Mayo           | 1 - 0     | Guaraní (Trinidad)  | Río Parapití               | 16 de julio | 10:00    |
| Sportivo Luqueño    | 2 - 1     | Rubio Ñu            | Feliciano Cáceres          | 17 de julio | 10:00    |
| Atlético Colegiales | 0 - 1     | San Lorenzo         | Adrián Jara                | 17 de julio | 10:00    |
| Atyrá               | 0 - 1     | Fernando de la Mora | San Francisco de Asís      | 18 de julio | 14:30    |
| Deportivo Santaní   | 0 - 1     | Independiente CG    | Juan José Vázquez          | 18 de julio | 19:15    |

| Fecha 18            | Fecha 18  | Fecha 18            | Fecha 18            | Fecha 18    | Fecha 18 |
| Local               | Resultado | Visitante           | Estadio             | Día         | Hora     |
| ------------------- | --------- | ------------------- | ------------------- | ----------- | -------- |
| Independiente CG    | 1 - 2     | Atyrá               | Ricardo Gregor      | 22 de julio | 17:00    |
| San Lorenzo         | 1 - 2     | Pastoreo            | Gunther Vogel       | 22 de julio | 19:15    |
| River Plate         | 0 - 1     | 2 de Mayo           | Jardines del Kelito | 23 de julio | 10:00    |
| Sportivo Iteño      | 0 - 1     | Deportivo Santaní   | Presbítero Gamarra  | 23 de julio | 10:00    |
| 3 de Febrero        | 2 - 4     | Sportivo Luqueño    | Antonio Aranda      | 24 de julio | 10:00    |
| Fernando de la Mora | 0 - 0     | Martín Ledesma      | Emiliano Ghezzi     | 24 de julio | 10:00    |
| Guaraní (Trinidad)  | 0 - 0     | Atlético Colegiales | Ofelio Schukovsky   | 25 de julio | 14:30    |
| Rubio Ñu            | 0 - 2     | Sportivo Trinidense | La Arboleda         | 25 de julio | 19:15    |

| Fecha 19            | Fecha 19  | Fecha 19            | Fecha 19              | Fecha 19    | Fecha 19 |
| Local               | Resultado | Visitante           | Estadio               | Día         | Hora     |
| ------------------- | --------- | ------------------- | --------------------- | ----------- | -------- |
| 2 de Mayo           | 2 - 2     | Rubio Ñu            | Río Parapití          | 29 de julio | 14:30    |
| Sportivo Trinidense | 1 - 1     | 3 de Febrero        | Martín Torres         | 29 de julio | 19:30    |
| Martín Ledesma      | 0 - 0     | Independiente CG    | Enrique Soler         | 30 de julio | 10:00    |
| Atlético Colegiales | 1 - 0     | River Plate         | Adrián Jara           | 30 de julio | 14:00    |
| San Lorenzo         | 2 - 0     | Guaraní (Trinidad)  | Gunther Vogel         | 31 de julio | 10:00    |
| Pastoreo            | 4 - 0     | Deportivo Santaní   | Municipal de Campo 9  | 31 de julio | 10:00    |
| Atyrá               | 2 - 0     | Sportivo Iteño      | San Francisco de Asís | 1 de agosto | 14:30    |
| Sportivo Luqueño    | 2 - 0     | Fernando de la Mora | Feliciano Cáceres     | 1 de agosto | 19:30    |

| Fecha 20            | Fecha 20  | Fecha 20            | Fecha 20            | Fecha 20    | Fecha 20 |
| Local               | Resultado | Visitante           | Estadio             | Día         | Hora     |
| ------------------- | --------- | ------------------- | ------------------- | ----------- | -------- |
| 3 de Febrero        | 0 - 0     | 2 de Mayo           | Antonio Aranda      | 5 de agosto | 17:00    |
| Deportivo Santaní   | 2 - 3     | Atyrá               | Juan José Vázquez   | 6 de agosto | 10:00    |
| Guaraní (Trinidad)  | 1 - 2     | Pastoreo            | Ofelio Schukovsky   | 6 de agosto | 10:00    |
| River Plate         | 1 - 1     | San Lorenzo         | Jardines del Kelito | 6 de agosto | 15:00    |
| Rubio Ñu            | 1 - 2     | Atlético Colegiales | La Arboleda         | 7 de agosto | 10:00    |
| Fernando de la Mora | 0 - 2     | Sportivo Trinidense | Emiliano Ghezzi     | 7 de agosto | 10:00    |
| Sportivo Iteño      | 1 - 1     | Martín Ledesma      | Presbítero Gamarra  | 8 de agosto | 14:30    |
| Independiente CG    | 0 - 1     | Sportivo Luqueño    | Ricardo Gregor      | 8 de agosto | 19:30    |

| Fecha 21            | Fecha 21  | Fecha 21            | Fecha 21             | Fecha 21     | Fecha 21 |
| Local               | Resultado | Visitante           | Estadio              | Día          | Hora     |
| ------------------- | --------- | ------------------- | -------------------- | ------------ | -------- |
| Martín Ledesma      | 0 - 2     | Deportivo Santaní   | Enrique Soler        | 12 de agosto | 14:45    |
| Sportivo Trinidense | 2 - 1     | Independiente CG    | Martín Torres        | 12 de agosto | 19:15    |
| 2 de Mayo           | 3 - 0     | Fernando de la Mora | Río Parapití         | 13 de agosto | 10:00    |
| Guaraní (Trinidad)  | 1 - 1     | River Plate         | Ofelio Schukovsky    | 13 de agosto | 10:00    |
| Atlético Colegiales | 1 - 1     | 3 de Febrero        | Presbítero Gamarra   | 14 de agosto | 10:00    |
| Pastoreo            | 2 - 1     | Atyrá               | Municipal de Campo 9 | 14 de agosto | 10:00    |
| San Lorenzo         | 4 - 1     | Rubio Ñu            | Gunther Vogel        | 15 de agosto | 17:00    |
| Sportivo Luqueño    | 2 - 2     | Sportivo Iteño      | Feliciano Cáceres    | 15 de agosto | 19:15    |

| Fecha 22            | Fecha 22  | Fecha 22            | Fecha 22              | Fecha 22     | Fecha 22 |
| Local               | Resultado | Visitante           | Estadio               | Día          | Hora     |
| ------------------- | --------- | ------------------- | --------------------- | ------------ | -------- |
| River Plate         | 1 - 2     | Pastoreo            | Jardines del Kelito   | 18 de agosto | 17:00    |
| Independiente CG    | 1 - 0     | 2 de Mayo           | Ricardo Gregor        | 18 de agosto | 19:15    |
| Rubio Ñu            | 3 - 1     | Guaraní (Trinidad)  | La Arboleda           | 19 de agosto | 17:00    |
| 3 de Febrero        | 2 - 1     | San Lorenzo         | Antonio Aranda        | 19 de agosto | 19:15    |
| Fernando de la Mora | 5 - 1     | Atlético Colegiales | Emiliano Ghezzi       | 20 de agosto | 10:00    |
| Atyrá               | 2 - 0     | Martín Ledesma      | San Francisco de Asís | 20 de agosto | 10:00    |
| Deportivo Santaní   | 0 - 1     | Sportivo Luqueño    | Juan José Vázquez     | 21 de agosto | 10:00    |
| Sportivo Iteño      | 1 - 3     | Sportivo Trinidense | Presbítero Gamarra    | 21 de agosto | 10:00    |

| Fecha 23            | Fecha 23  | Fecha 23            | Fecha 23             | Fecha 23     | Fecha 23 |
| Local               | Resultado | Visitante           | Estadio              | Día          | Hora     |
| ------------------- | --------- | ------------------- | -------------------- | ------------ | -------- |
| Atlético Colegiales | 3 - 0     | Independiente CG    | Emiliano Ghezzi      | 23 de agosto | 14:15    |
| Pastoreo            | 1 - 0     | Martín Ledesma      | Municipal de Campo 9 | 23 de agosto | 14:15    |
| 2 de Mayo           | 3 - 1     | Sportivo Iteño      | Río Parapití         | 24 de agosto | 14:15    |
| River Plate         | 0 - 2     | Rubio Ñu            | Jardines del Kelito  | 24 de agosto | 17:00    |
| Sportivo Trinidense | 2 - 0     | Deportivo Santaní   | Martín Torres        | 25 de agosto | 17:00    |
| San Lorenzo         | 1 - 3     | Fernando de la Mora | Gunther Vogel        | 25 de agosto | 19:15    |
| Guaraní (Trinidad)  | 1 - 1     | 3 de Febrero        | Ofelio Schukovsky    | 26 de agosto | 14:15    |
| Sportivo Luqueño    | 2 - 1     | Atyrá               | Feliciano Cáceres    | 26 de agosto | 19:15    |

| Fecha 24            | Fecha 24  | Fecha 24            | Fecha 24              | Fecha 24     | Fecha 24 |
| Local               | Resultado | Visitante           | Estadio               | Día          | Hora     |
| ------------------- | --------- | ------------------- | --------------------- | ------------ | -------- |
| Rubio Ñu            | 0 - 4     | Pastoreo            | La Arboleda           | 27 de agosto | 10:00    |
| Sportivo Iteño      | 3 - 3     | Atlético Colegiales | Presbítero Gamarra    | 27 de agosto | 10:00    |
| Deportivo Santaní   | 3 - 1     | 2 de Mayo           | Juan José Vázquez     | 28 de agosto | 10:00    |
| Atyrá               | 0 - 0     | Sportivo Trinidense | San Francisco de Asís | 29 de agosto | 14:15    |
| 3 de Febrero        | 0 - 1     | River Plate         | Antonio Aranda        | 29 de agosto | 19:15    |
| Fernando de la Mora | 3 - 1     | Guaraní (Trinidad)  | Emiliano Ghezzi       | 30 de agosto | 14:15    |
| Independiente CG    | 1 - 1     | San Lorenzo         | Ricardo Gregor        | 30 de agosto | 17:00    |
| Martín Ledesma      | 0 - 1     | Sportivo Luqueño    | Erico Galeano         | 30 de agosto | 19:15    |

| Fecha 25            | Fecha 25  | Fecha 25            | Fecha 25            | Fecha 25        | Fecha 25 |
| Local               | Resultado | Visitante           | Estadio             | Día             | Hora     |
| ------------------- | --------- | ------------------- | ------------------- | --------------- | -------- |
| 2 de Mayo           | 0 - 2     | Atyrá               | Río Parapití        | 2 de septiembre | 14:15    |
| Rubio Ñu            | 1 - 1     | 3 de Febrero        | La Arboleda         | 2 de septiembre | 19:15    |
| San Lorenzo         | 5 - 2     | Sportivo Iteño      | Gunther Vogel       | 3 de septiembre | 10:00    |
| River Plate         | 1 - 1     | Fernando de la Mora | Jardines del Kelito | 3 de septiembre | 10:00    |
| Atlético Colegiales | 0 - 0     | Deportivo Santaní   | Emiliano Ghezzi     | 4 de septiembre | 10:00    |
| Guaraní (Trinidad)  | 2 - 1     | Independiente CG    | Ofelio Schukovsky   | 4 de septiembre | 10:00    |
| Pastoreo            | 1 - 1     | Sportivo Luqueño    | Ka'arendy           | 5 de septiembre | 14:15    |
| Sportivo Trinidense | 3 - 1     | Martín Ledesma      | Martín Torres       | 5 de septiembre | 19:15    |

| Fecha 26            | Fecha 26  | Fecha 26            | Fecha 26              | Fecha 26         | Fecha 26 |
| Local               | Resultado | Visitante           | Estadio               | Día              | Hora     |
| ------------------- | --------- | ------------------- | --------------------- | ---------------- | -------- |
| Independiente CG    | 1 - 0     | River Plate         | Ricardo Gregor        | 9 de septiembre  | 17:00    |
| 3 de Febrero        | 1 - 1     | Pastoreo            | Antonio Aranda        | 9 de septiembre  | 19:15    |
| Sportivo Iteño      | 3 - 1     | Guaraní (Trinidad)  | Presbítero Gamarra    | 10 de septiembre | 10:00    |
| Atyrá               | 2 - 1     | Atlético Colegiales | San Francisco de Asís | 10 de septiembre | 10:00    |
| Martín Ledesma      | 2 - 1     | 2 de Mayo           | Enrique Soler         | 11 de septiembre | 10:00    |
| Fernando de la Mora | 0 - 2     | Rubio Ñu            | Emiliano Ghezzi       | 11 de septiembre | 10:00    |
| Deportivo Santaní   | 1 - 0     | San Lorenzo         | Juan José Vázquez     | 12 de septiembre | 17:00    |
| Sportivo Luqueño    | 0 - 0     | Sportivo Trinidense | Feliciano Cáceres     | 12 de septiembre | 19:15    |

| Fecha 27            | Fecha 27  | Fecha 27            | Fecha 27             | Fecha 27         | Fecha 27 |
| Local               | Resultado | Visitante           | Estadio              | Día              | Hora     |
| ------------------- | --------- | ------------------- | -------------------- | ---------------- | -------- |
| Atlético Colegiales | 0 - 1     | Martín Ledesma      | Emiliano Ghezzi      | 16 de septiembre | 14:15    |
| River Plate         | 4 - 1     | Sportivo Iteño      | Jardines del Kelito  | 16 de septiembre | 19:15    |
| Pastoreo            | 1 - 3     | Sportivo Trinidense | Municipal de Campo 9 | 17 de septiembre | 10:00    |
| 2 de Mayo           | 3 - 0     | Sportivo Luqueño    | Río Parapití         | 17 de septiembre | 10:00    |
| San Lorenzo         | 3 - 0     | Atyrá               | Gunther Vogel        | 18 de septiembre | 10:00    |
| Guaraní (Trinidad)  | 0 - 2     | Deportivo Santaní   | Ofelio Schukovsky    | 18 de septiembre | 10:00    |
| Rubio Ñu            | 1 - 0     | Independiente CG    | La Arboleda          | 19 de septiembre | 17:00    |
| 3 de Febrero        | 2 - 1     | Fernando de la Mora | Antonio Aranda       | 19 de septiembre | 19:15    |

| Fecha 28            | Fecha 28  | Fecha 28            | Fecha 28              | Fecha 28         | Fecha 28 |
| Local               | Resultado | Visitante           | Estadio               | Día              | Hora     |
| ------------------- | --------- | ------------------- | --------------------- | ---------------- | -------- |
| Independiente CG    | 2 - 0     | 3 de Febrero        | Ricardo Gregor        | 23 de septiembre | 17:00    |
| Deportivo Santaní   | 3 - 0     | River Plate         | Juan José Vázquez     | 24 de septiembre | 10:00    |
| Atyrá               | 0 - 0     | Guaraní (Trinidad)  | San Francisco de Asís | 24 de septiembre | 10:00    |
| Sportivo Iteño      | 1 - 5     | Rubio Ñu            | Presbítero Gamarra    | 24 de septiembre | 10:00    |
| Sportivo Luqueño    | 1 - 0     | Atlético Colegiales | Feliciano Cáceres     | 25 de septiembre | 10:00    |
| Sportivo Trinidense | 1 - 1     | 2 de Mayo           | Martín Torres         | 25 de septiembre | 10:00    |
| Martín Ledesma      | 3 - 0     | San Lorenzo         | Enrique Soler         | 25 de septiembre | 10:00    |
| Fernando de la Mora | 2 - 0     | Pastoreo            | Emiliano Ghezzi       | 26 de septiembre | 14:15    |

| Fecha 29            | Fecha 29  | Fecha 29                | Fecha 29             | Fecha 29         | Fecha 29 |
| Local               | Resultado | Visitante               | Estadio              | Día              | Hora     |
| ------------------- | --------- | ----------------------- | -------------------- | ---------------- | -------- |
| 3 de Febrero        | 2 - 0     | Sportivo Iteño          | Antonio Aranda       | 29 de septiembre | 17:30    |
| River Plate         | 0 - 1     | Atyrá                   | Jardines del Kelito  | 29 de septiembre | 17:30    |
| Guaraní (Trinidad)  | 2 - 1     | Martín Ledesma          | Ofelio Schukovsky    | 30 de septiembre | 14:30    |
| Rubio Ñu            | 2 - 2     | Deportivo Santaní       | La Arboleda          | 30 de septiembre | 14:30    |
| Atlético Colegiales | 0 - 1     | Sportivo Trinidense (C) | Emiliano Ghezzi      | 2 de octubre     | 10:00    |
| San Lorenzo         | 2 - 0     | Sportivo Luqueño        | Erico Galeano        | 2 de octubre     | 10:00    |
| Fernando de la Mora | 3 - 1     | Independiente CG        | Emiliano Ghezzi      | 3 de octubre     | 14:30    |
| Pastoreo            | 1 - 0     | 2 de Mayo               | Municipal de Campo 9 | 3 de octubre     | 14:30    |

| Fecha 30            | Fecha 30  | Fecha 30            | Fecha 30              | Fecha 30      | Fecha 30 |
| Local               | Resultado | Visitante           | Estadio               | Día           | Hora     |
| ------------------- | --------- | ------------------- | --------------------- | ------------- | -------- |
| Deportivo Santaní   | 1 - 1     | 3 de Febrero        | Juan José Vázquez     | 7 de octubre  | 19:00    |
| Sportivo Luqueño    | 2 - 1     | Guaraní (Trinidad)  | Feliciano Cáceres     | 7 de octubre  | 19:00    |
| Sportivo Trinidense | 2 - 0     | San Lorenzo         | Martín Torres         | 8 de octubre  | 10:00    |
| 2 de Mayo           | 3 - 0     | Atlético Colegiales | Río Parapití          | 8 de octubre  | 10:00    |
| Sportivo Iteño      | 0 - 6     | Fernando de la Mora | Presbítero Gamarra    | 9 de octubre  | 10:00    |
| Atyrá               | 0 - 2     | Rubio Ñu            | San Francisco de Asís | 9 de octubre  | 10:00    |
| Independiente CG    | 1 - 1     | Pastoreo            | Ricardo Gregor        | 10 de octubre | 19:00    |
| Martín Ledesma      | 3 - 2     | River Plate         | Enrique Soler         | 11 de octubre | 15:00    |

### Resultados
| Local \ Visitante     | 2MY | 3FB | LUQ | RIV | GUA | ATY | FER | SAN | PAS | ICG | ITE | COL | RÑU | TRI | GML | SSL |
| --------------------- | --- | --- | --- | --- | --- | --- | --- | --- | --- | --- | --- | --- | --- | --- | --- | --- |
| 2 de Mayo             |     | 0–3 | 3–0 | 1–2 | 1–0 | 0–2 | 3–0 | 1–2 | 2–2 | 1–2 | 3–1 | 3–0 | 2–2 | 2–3 | 0–0 | 0–2 |
| Atlético 3 de Febrero | 0–0 |     | 2–4 | 0–1 | 0–1 | 0–2 | 2–1 | 2–0 | 1–1 | 2–3 | 2–0 | 1–3 | 0–0 | 1–1 | 1–1 | 2–1 |
| Sportivo Luqueño      | 2–0 | 1–0 |     | 2–1 | 2–1 | 2–1 | 2–0 | 2–2 | 1–1 | 3–1 | 2–2 | 1–0 | 2–1 | 0–0 | 1–2 | 1–2 |
| River Plate           | 0–1 | 0–1 | 1–2 |     | 1–2 | 0–1 | 1–1 | 2–0 | 1–2 | 2–0 | 4–1 | 1–2 | 0–2 | 0–4 | 0–1 | 1–1 |
| Guaraní (Trinidad)    | 1–0 | 1–1 | 0–2 | 1–1 |     | 2–1 | 1–2 | 0–2 | 1–2 | 2–1 | 1–1 | 0–0 | 0–2 | 1–2 | 2–1 | 0–1 |
| Atyrá                 | 0–1 | 1–2 | 0–1 | 1–0 | 0–0 |     | 0–1 | 0–2 | 1–2 | 0–0 | 2–0 | 2–1 | 0–2 | 0–0 | 2–0 | 1–0 |
| Fernando de la Mora   | 2–1 | 3–0 | 0–0 | 0–0 | 3–1 | 0–0 |     | 0–1 | 2–0 | 3–1 | 4–1 | 5–1 | 0–2 | 0–2 | 0–0 | 0–2 |
| Deportivo Santaní     | 3–1 | 1–1 | 0–1 | 3–0 | 2–4 | 2–3 | 2–2 |     | 0–2 | 0–1 | 0–1 | 0–1 | 0–4 | 2–2 | 0–1 | 1–0 |
| Pastoreo              | 1–0 | 1–0 | 1–1 | 1–0 | 1–1 | 2–1 | 1–4 | 4–0 |     | 0–0 | 1–2 | 2–1 | 0–0 | 1–3 | 1–0 | 1–1 |
| Independiente (CG)    | 1–0 | 2–0 | 0–1 | 1–0 | 1–1 | 1–2 | 2–2 | 2–0 | 1–1 |     | 1–0 | 0–3 | 2–1 | 1–1 | 5–2 | 1–1 |
| Sportivo Iteño        | 1–1 | 0–1 | 0–0 | 1–4 | 3–1 | 1–1 | 0–6 | 0–1 | 0–5 | 0–2 |     | 3–3 | 1–5 | 1–3 | 1–1 | 1–1 |
| Atlético Colegiales   | 2–2 | 1–1 | 1–0 | 1–0 | 1–3 | 0–0 | 1–3 | 0–0 | 1–0 | 3–0 | 1–2 |     | 2–1 | 0–1 | 0–1 | 0–1 |
| Rubio Ñu              | 1–1 | 1–1 | 0–1 | 0–1 | 3–1 | 1–0 | 0–0 | 2–2 | 0–4 | 1–0 | 2–0 | 1–2 |     | 0–2 | 0–1 | 2–1 |
| Sportivo Trinidense   | 1–1 | 1–1 | 2–4 | 3–1 | 1–0 | 1–0 | 2–0 | 2–0 | 2–2 | 2–1 | 4–1 | 2–0 | 0–0 |     | 3–1 | 2–0 |
| Martín Ledesma        | 2–1 | 1–1 | 0–1 | 3–2 | 1–0 | 1–0 | 1–1 | 0–2 | 0–0 | 0–0 | 3–0 | 2–0 | 0–2 | 0–2 |     | 3–0 |
| San Lorenzo           | 1–0 | 3–0 | 2–0 | 0–0 | 2–0 | 3–0 | 1–3 | 1–0 | 1–2 | 2–0 | 5–2 | 4–1 | 4–1 | 3–0 | 1–1 |     |

## Campeón
|                                 |
| Sportivo Trinidense 2.do título |

## Puntaje promedio
El promedio de puntos de un club es el cociente que se obtiene de la división de su puntaje acumulado en las últimas tres temporadas en la división, entre la cantidad de partidos que haya jugado durante dicho período. Este determina, al final de la temporada, el descenso de los equipos que acaben en los tres últimos lugares de la tabla. Clubes de Asunción o de ciudades que se encuentren a menos de 50 km de la capital descienden a la Primera División B. En tanto que equipos del resto del país descienden a la Primera División B Nacional. Para esta temporada se promediarán los puntajes acumulados de la temporada 2019, 2021, además de los puntos de la presente. En caso de empate de cociente para determinar a los equipos por descender, si el empate se da entre dos clubes se juega partido extra, si el empate es entre más de dos clubes se tiene en cuenta la diferencia de gol en primera instancia, luego goles a favor para determinar a los descendidos.
| Pos. | Equipo              | Prom. | Pts. | PJ | '19 | '21 | '22 |
| ---- | ------------------- | ----- | ---- | -- | --- | --- | --- |
| 1.°  | Sportivo Luqueño    | 2.033 | 61   | 30 | -   | -   | 61  |
| 2.°  | Pastoreo            | 1.767 | 53   | 30 | -   | -   | 53  |
| 3.°  | Sportivo Trinidense | 1.681 | 158  | 94 | 40  | 52  | 66  |
| 4.°  | San Lorenzo         | 1.672 | 107  | 64 | -   | 53  | 54  |
| 5.°  | Martín Ledesma      | 1.500 | 45   | 30 | -   | -   | 45  |
| 6.°  | Fernando de la Mora | 1.447 | 136  | 94 | 43  | 45  | 48  |
| 7.°  | Independiente CG    | 1.415 | 133  | 94 | 41  | 51  | 41  |
| 8.°  | Atyrá               | 1.362 | 128  | 94 | 49  | 43  | 36  |
| 9.°  | 3 de Febrero CDE    | 1.298 | 122  | 94 | 39  | 48  | 35  |
| 10.° | 2 de Mayo           | 1.277 | 120  | 94 | 55  | 36  | 29  |
| 11.° | Rubio Ñu            | 1.255 | 118  | 94 | 35  | 39  | 44  |
| 12.° | Atlético Colegiales | 1.200 | 36   | 30 | -   | -   | 36  |
| 13.° | Deportivo Santaní   | 1.156 | 74   | 64 | -   | 41  | 33  |
| 14.° | Guaraní (Trinidad)  | 1.125 | 72   | 64 | -   | 41  | 31  |
| 15.° | Sportivo Iteño      | 1.011 | 95   | 94 | 36  | 39  | 20  |
| 16.° | River Plate         | 0.867 | 26   | 30 | -   | -   | 26  |

     Descendido a la Primera División B Nacional.
     Descendidos a la Primera División B Metropolitana.

## Goleadores
| Pos. | Jugador          | Club                | Goles |
| ---- | ---------------- | ------------------- | ----- |
| 1    | Diego Fernández  | Sportivo Luqueño    | 12    |
| 2    | Emmanuel Morales | Rubio Ñu            | 10    |
| 3    | Bonifacio Roa    | Fernando de la Mora | 9     |
| 4    | Renzo Carballo   | Pastoreo            | 9     |
| 5    | Rodrigo Arévalo  | Sportivo Trinidense | 9     |
| 6    | Juan Núñez       | Sportivo Luqueño    | 8     |
| 7    | Marcelo Ferreira | Independiente CG    | 8     |
| 8    | Jorge Quintana   | San Lorenzo         | 8     |
| 9    | Juan Villamayor  | San Lorenzo         | 8     |
| 10   | Óscar Giménez    | Sportivo Trinidense | 8     |
| 11   | Arnaldo Zárate   | 2 de Mayo           | 7     |
| 12   | Ricardo Solís    | Pastoreo            | 7     |
| 13   | Fernando Cáceres | San Lorenzo         | 7     |
| 14   | Alex Álvarez     | Sportivo Trinidense | 7     |
| 15   | Joel Román       | Sportivo Trinidense | 7     |